# تمويل الأنشطة العلمية
تمويل البحث هو مصطلح يغطي أي تمويل للبحث العلمي، في مجالات العلوم والتكنولوجيا «الصلبة» والعلوم الاجتماعية. يشير المصطلح غالبًا إلى التمويل الذي يتم الحصول عليه من خلال عملية تنافسية، يتم فيها تقييم المشروعات البحثية المحتملة ويتلقى التمويل الواعد منهم فقط. هذه العمليات، التي تديرها الحكومة أو الشركات أو المؤسسات، تخصص أموالاً شحيحة.
ويأتي معظم تمويل البحوث من مصدرين رئيسيين، هما: الشركات (من خلال إدارات البحث والتطوير) والحكومة (يتم تنفيذها في المقام الأول من خلال الجامعات والهيئات الحكومية المتخصصة؛ وغالبًا ما تُعرف باسم مجالس البحث). يتم إجراء بعض الكميات الصغيرة من البحث العلمي (أو تمويلها) بواسطة مؤسسات خيرية، خاصة فيما يتعلق بتطوير علاجات لأمراض مثل السرطان والملاريا والإيدز وغيرها. [بحاجة لمصدر]
وفقًا لمنظمة التعاون الاقتصادي والتنمية، يتم إجراء أكثر من 60٪ من البحث والتطوير في المجالات العلمية والتقنية بواسطة الصناعات، و 20٪ و 10٪ من قبل الجامعات والحكومات.
مقارنة، بالبلدان ذات ناتج محلي إجمالي أقل، مثل البرتغال والمكسيك، مساهمة الصناعة أقل بكثير من غيرها. حيث ان الحكومة الامريكيه تنفق أكثر من البلدان الأخرى على بحثها وتطويرها في قطاعها العسكري، وعلى الرغم من ان النسبة انخفضت من حوالي 30 ٪ في الثمانينات إلى اقل من 20% إلى انا تضل في المركز الأول. [بحاجة لمصدر] التمويل الحكومي للبحوث الطبية يصل إلى حوالي 36% في الولايات الامريكيه. ونسبه التمويل الحكومي في بعض الصناعات اعلي، ولكنها تهيمن علي البحوث في مجال العلوم الاجتماعية والعلوم الانسانيه. فانه مع وجود بعض الاستثناءات (مثل التكنولوجيا الاحيائيه) إلى ان الحكومة توفر الجزء الأكبر من الأموال للبحوث العلمية الاساسيه.
في مجال البحث والتطوير التجاريين، تركز جميع الشركات، وان كانت أكثرها تركيزا علي البحوث، علي إمكانيات التسويق علي المدى القريب بدلا من أفكار أو تكنولوجيات «السماء الزرقاء» (مثل الانصهار النووي).

## التاريخ
وفي القرنين الثامن عشر والتاسع عشر، ومع تزايد وتيره التقدم التكنولوجي قبل الثورة الصناعية وخلالها، اجري المخترعون معظم البحوث العلمية والتكنولوجية باستخدام أموالهم الخاصة. وتم تطوير نظام براءات الاختراع للسماح للمخترعين فتره من الزمن (في كثير من الأحيان عشرين عاما) لتسويق اختراعاتهم واسترداد الأرباح، على الرغم من ان الكثيرين وجدوا هذا صعبا من الناحية العملية. مواهب مخترعون لا يجب ان تتضمن ادارت الأعمال، وهناك العديد من الامثله علي المخترعين (على سبيل المثال تشارلز في Goodyear) الذي لم يسطع ان يجني المال الكافي من اختراعه في حين ان كان من الممكن للأخرين بتسويقة بطريقة أفضل.[بحاجة لمصدر]
في القرن العشرين، أصبحت البحوث العلمية والتكنولوجية أكثر منهجيه، مع تطور الشركات، واكتشفت ان الاستثمار المستمر في البحث والتطوير يمكن ان يكون عنصرا رئيسيا من عناصر النجاح في إستراتيجية تنافسيه. بقيت الحال هي أن تقليد المنافسين أو التحايل علي براءات الاختراع أو مجرد الاستخفاف بها، وخاصه المسجلين في الخارج إلى انه كان في كثير من الأحيان مجرد نجاح إستراتيجية للشركات تركز علي الابتكار في مسائل التنظيم والإنتاج التقني، أو حتى في التسويق. مثال كلاسيكي  سيف ويلكينسون وجيليت في صف امواس حلاقه في الأسوق، حيث يتلقى الأول الميزة التكنولوجية، والمتاخره التجاريا في الاخير.

## حسب البلد
تنفق البلدان المختلفة مبالغ مختلفة بشكل كبير على البحث، من الناحيتين المطلقة والنسبية. على سبيل المثال، تنفق كوريا الجنوبية وإسرائيل أكثر من 4٪ من ناتجها المحلي الإجمالي على الأبحاث بينما تنفق العديد من الدول العربية أقل من 1٪ (على سبيل المثال السعودية 0.25٪).

### الولايات المتحدة الامريكانية
أنفقت الولايات المتحدة 456.1 مليار دولار أمريكي على البحث والتطوير (R&D) في عام 2013، وهو آخر عام توفرت فيه هذه الأرقام، وفقًا لمؤسسة العلوم الوطنية. استحوذ القطاع الخاص على 322.5 مليار دولار، أو 71 ٪، من إجمالي النفقات الوطنية، وتأتي الجامعات والكليات بأنفاق64.7 مليار دولار، أو 14 ٪، في المرتبة الثانية.

### سويسرا
أنفقت سويسرا 22 مليار فرنك سويسري للبحث والتطوير في عام 2015 بزيادة قدرها 10.5 ٪ مقارنة بعام 2012 عندما تم إجراء المسح الأخير. ومن الناحية النسبية، هذا يمثل 3.4 ٪ من الناتج المحلي الإجمالي للبلاد.حيث يتم تنفيذ أنشطة البحث والتطوير من قبل ما يقرب من 125000 فرد، معظمهم في القطاع الخاص (71 ٪) ومؤسسات التعليم العالي (27 ٪).

## معالجة
في كثير من الأحيان يتقدم العلماء بطلب للحصول على تمويل بحثي وقد يتم رفضها أو قبولها من قبل وكالة المنح للدعم المالي. وقد تتطلب هذه المنح عملية طويلة حيث يمكن للجهة المانحة الاستفسار عن خلفية الباحث (الباحثين) والتسهيلات المستخدمة والمعدات اللازمة والوقت الذي يستغرقه الأمر والاحتمال العام للنتيجة العلمية. إن عملية كتابة المنح وتقديم المنح هي عملية حساسة على كل من المانح والمانح: حيث يرغب المانحون في اختيار البحث الذي يناسب مبادئهم العلمية على أفضل وجه، ويرغب المستفيدون الفرديون في التقدم بطلب للحصول على الأبحاث التي لديهم أفضل فرص ولكن أيضا التي يمكن أن تبني مجموعة من العمل نحو المساعي العلمية في المستقبل.  
ابتكر مجلس أبحاث الهندسة والعلوم الفيزيائية في المملكة المتحدة طريقة بديلة لتوزيع الأموال: الحفرة الرملية (وهي التي ابتكرها مجلس بحوث الهندسة والعلوم الفيزيائية، وتشمل عاده حوالي 30 باحثا مختارا من مختلف المجالات الذين يحضرون معا لعده أيام من المناقشات المكثفة حول موضوع معين).
لدى معظم الجامعات مكاتب لإدارة البحوث لتسهيل التفاعل بين الباحث والجهة المانحة. «إدارة البحوث هي كل شيء يتعلق بالخدمة - خدمة لأعضاء هيئة التدريس لدينا، إلى وحداتنا الأكاديمية، إلى المؤسسة، وإلى رعاتنا. ولكي نكون في الخدمة بشكل دائم، يتعين علينا أولاً معرفة ما يريده عملاؤنا ثم تحديد ما إذا كنا نلبي تلك الاحتياجات والتوقعات أم لا.» 
في الولايات المتحدة الأمريكية، يخدم المجلس الوطني لمسؤولي البحوث الجامعية (NCURA) أعضائه ويتقدم في مجال إدارة البحوث من خلال برامج التعليم والتطوير المهني، وتبادل المعرفة والخبرات، ومن خلال تعزيز المهنية والكليات، والمجتمع المحترم.

### التمويل العام
يمكن إجراء البحوث التي تمولها الحكومة إما عن طريق الحكومة نفسها، أو عن طريق المنح للباحثين خارج الحكومة. [بحاجة لمصدر] وغالبًا ما يشار إلى الهيئات التي توفر التمويل العام باسم مجالس البحث .
غالبًا ما تنبئ الابتكارات العلمية أو تلهم أفكارًا أخرى عن غير قصد. على سبيل المثال، ألهمهم سعي ناسا لوضع رجل على سطح القمر لتطوير تقنيات أفضل لتسجيل الصوت والقراءة. تعززت أبحاث ناسا من قبل صناعة الموسيقى، الذين استخدموها لتطوير أشرطة صوتية. أصبحت أشرطة الصوت، التي أصبحت أصغر حجماً وقادرة على تخزين المزيد من الموسيقى، تهيمن بسرعة على صناعة الموسيقى وزادت من توافر الموسيقى. [بحاجة لمصدر]
هناك تمييز إضافي للأبحاث التي ترعاها الحكومة.وهو أن الحكومة لا تطالب بالملكية الفكرية، في حين أن هيئات تمويل البحوث الخاصة تدعي في بعض الأحيان ملكية الملكية الفكرية التي تدفع لتطورها. وبالتالي، فإن الأبحاث التي ترعاها الحكومة في كثير من الأحيان تسمح للاكتشاف الفردي بتقديم مطالبات الملكية الفكرية على أعمالهم. [بحاجة لمصدر]
مجالس البحوث والهيئات (عادة العامة) التي توفر تمويل البحوث في شكل المنح البحثية أو المنح الدراسية. وتشمل هذه المجالس الفنية والمجالس البحثية لتمويل العلوم.
قائمة غير كاملة من مجالس البحوث العامة الوطنية والدولية:
| الاسم                                                              | الموقع                     |
| المجلس الوطني للبحوث العلمية والتقنية                              | الأرجنتين                  |
| مجلس البحوث الأسترالي                                              | أستراليا                   |
| الوكالة النمساوية لترويج البحوث                                    | النمسا                     |
| مؤسسه البحوث-فلاندرز (FWO)                                         | بلجيكا                     |
| المجلس الوطني للبحوث                                               | كندا                       |
| اللجنة الوطنية للبحوث العلمية والتكنولوجيا                         | تشيلي                      |
| المؤسسة الوطنية للعلوم الطبيعية في الصين، وزاره العلوم والتكنلوجيا | الصين                      |
| المجلس الأوروبي للبحوث                                             | الإتحاد الأوربي            |
| صندوق الدفاع الأوروبي                                              | الإتحاد الأوربي            |
| الوكالة الوطنية للبحوث                                             | فرنسا                      |
| مؤسسه البحوث المانيه                                               | ألمانيا                    |
| قسم العلوم والتكنولوجيا                                            | الهند                      |
| المجلس الايرلندي للبحوث، مؤسسه العلوم، ايرلندا                     | أيرلندا                    |
| المجلس الوطني للبحوث                                               | إيطاليا                    |
| المجلس الوطني للبحوث والتكنولوجيا                                  | المكسيك                    |
| المنظمة الهولندية للبحوث العلمية                                   | هولندا                     |
| مجلس البحوث النرويجي                                               | النرويج                    |
| المجلس الوطني الاسباني للبحوث                                      | إسبانيا                    |
| المجلس القومي للبحوث في سري لانكا                                  | سيريلانكا                  |
| مجلس البحوث السويدي                                                | السويد                     |
| المؤسسة الوطنية السويسرية للعلوم                                   | سويسرا                     |
| المجلس القومي للبحوث في تايلاند                                    | تايلاند                    |
| مجلس البحوث العلمية والتكنولوجية في تركيا                          | ديك رومي                   |
| مجالس البحث في المملكة المتحدة                                     | المملكة المتحدة            |
| المؤسسة الوطنية للعلوم، المعاهد الوطنية للصحة                      | الولايات المتحدة الأمريكية |
| الوكالة الدنماركية للعلوم والتكنولوجيا والابتكار                   | الدنمارك                   |
| مؤسسة العلوم الإسرائيلية                                           | إسرائيل                    |
| المنظمة الهولندية للبحث العلمي                                     | هولندا                     |
| المركز الأيسلندي للبحوث                                            | أيسلندا                    |
| تيكيس (وكالة التمويل الفنلندية للتكنولوجيا والابتكار)              | فنلندا                     |
| مجلس البحث العلمي والصناعي (الهند)                                 | الهند                      |
| المؤسسة الوطنية للبحوث، سنغافورة                                   | سنغافورة                   |
| المؤسسة الوطنية للبحوث بجنوب إفريقيا                               | جنوب أفريقيا               |
| المؤسسة الوطنية للبحوث السعودية                                    | المملكة العربية السعودية   |
| منظمة الكومنولث للبحوث العلمية والصناعية                           | أستراليا                   |
| المجلس الوطني للتنمية العلمية والتكنولوجية                         | البرازيل                   |
| المجلس الوطني الأوغندي للعلوم والتكنولوجيا (UNCST)                 | أوغندا                     |

### التمويل الخاص
يأتي التمويل الخاص للبحث من محبي الخير،  تمويل جماعي، شركات خاصة، مؤسسات غير ربحية، ومنظمات مهنية. ومن المعروف أن المحسنين والمؤسسات الخيرية يصرفون ملايين الدولارات في مجموعة واسعة من التحقيقات العلمية، بما في ذلك اكتشاف البحوث الأساسية، وعلاج الأمراض، وفيزياء الجسيمات، وعلم الفلك، والعلوم البحرية، والبيئة. وتنفق العديد من شركات التكنولوجيا الكبرى مليارات الدولارات على البحث والتطوير كل عام للحصول على ميزة مبتكرة على منافسيها، على الرغم من أن حوالي 42 ٪ فقط من هذا التمويل يوجه نحو مشاريع تعتبر جديدة إلى حد كبير، أو قادرة على تحقيق اختراقات جذرية. وتسعى الشركات الناشئة العلمية الجديدة مبدئيًا إلى الحصول على تمويل من منظمات التمويل الجماعي، ورأسمالي المغامرين، والمستثمرين الملاك، حيث تجمع النتائج الأولية باستخدام المنشآت المستأجرة،  ولكنها تهدف إلى أن تصبح مكتفية ذاتيا في نهاية المطاف.
قد تتقاسم شركة الموارد مع materials science (مجتمع المواد العلمية) للحصول علي المعرفة الملكية أو العمال المدربين.

### الأموال صعبة المنال مقابل الأموال الميسرة
في السياقات الأكاديمية، قد تشير الأموال صعبة المنال إلى التمويل الذي يتم استلامه من حكومة أو كيان آخر على فترات منتظمة، مما يوفر تدفقًا ثابتًا للموارد المالية إلى المستفيد. يشير المصطلح «الأموال الميسرة» إلى التمويل المقدم فقط من خلال المنح البحثية التنافسية وكتابة مقترحات المنح.
عادة ما تصدر الحكومة أموالاً قليلة للنهوض بمشاريع معينة أو لصالح وكالات معينة. على سبيل المثال، قد يتم دعم الرعاية الصحية المجتمعية من خلال توفير الأموال القليلة . نظرًا لصرف الأموال بشكل منتظم ومستمر، فإن المكاتب المسؤولة عن هذه المشروعات قادرة على تحقيق أهدافها بشكل أكثر فعالية مما لو كانت قد حصلت على منح لمرة واحدة.
قد يتم تصنيف الوظائف الفردية في أحد المعاهد البحثية على أنها «مراكز للأموال الصعبة» أو «مناصب للأموال الميسرة»؛  ويُتوقع من الأول توفير الأمن الوظيفي لأن تمويله آمن على المدى الطويل، في حين أن مناصب «الأموال الميسرة» الفردية قد تأتي وتتقلب في عدد المنح الممنوحة للمؤسسة.

## التأثير على البحوث
قد يوفر مصدر التمويل تحيزات واعية أو غير واعية في عمل الباحث. وقد يتم استخدام الكشف عن تضارب المصالح المحتمل (COIs) من قبل المجلات الطبية الحيوية لضمان مصداقية وشفافية العملية العلمية. إلا أن الكشف عن تضارب المصالح لا يتم التعامل معه بشكل منتظم أو ثابت من قبل المجلات التي تنشر نتائج البحوث العلمية. عندما يتم تمويل البحوث من قبل نفس الوكالة التي يُتوقع أن تستفيد من نتائج إيجابية، فإن هناك احتمالًا لتحقيق نتائج متحيزة ويظهر البحث أن النتائج في الواقع أكثر مواتاة مما هو متوقع من وجهة نظر أكثر موضوعية للأدلة. درست مراجعة منهجية 2003 نطاق وتأثير رعاية الصناعة في البحوث الطبية الحيوية. ووجد الباحثون أن العلاقات المالية بين الصناعة والمحققين العلميين والمؤسسات الأكاديمية واسعة الانتشار. أظهرت النتائج وجود علاقة ذات دلالة إحصائية بين رعاية الصناعة والاستنتاجات المؤيدة للصناعة وخلصت إلى أن «تضارب المصالح الناشئة عن هذه الروابط يمكن أن تؤثر على البحوث الطبية الحيوية بطرق مهمة». وجدت دراسة بريطانية أن غالبية الأعضاء في لجان السياسات الوطنية والغذائية يتلقون تمويلًا من شركات الأغذية.
في محاولة لخفض التكاليف، تحولت صناعة المستحضرات الصيدلانية إلى استخدام مجموعات بحثية خاصة غير أكاديمية (على سبيل المثال، منظمات البحوث التعاقدية [CROs]) التي يمكنها القيام بالعمل بأقل تكلفة من الباحثين الأكاديميين. في عام 2001 تعرضت CROs للنقد عندما أصدر محررو 12 من المجلات العلمية الرئيسية افتتاحية مشتركة، نشرت في كل مجلة، حول التحكم في التجارب السريرية التي تمارسها الجهات الراعية، ولا سيما استهداف استخدام العقود التي تسمح للرعاة بمراجعة الدراسات قبل النشر وتمنع نشر أي دراسات كان أداء منتجها فيها ضعيفًا. وانتقدوا كذلك منهجية التجربة قائلين إن الباحثين كثيراً ما يُمنعون من المساهمة في تصميم التجربة، والوصول إلى البيانات الأولية، وتفسير النتائج.
و كوشرين، مجموعة العالمية التي تهدف إلى توفير جمعت أدلة علمية للمساعدة قرارات الرعاية الصحية مطلعة، تجري المراجعات المنهجية ل تجارب عشوائية محكومة لتدخلات الرعاية الصحية ويحاول نشر النتائج والاستنتاجات المستخلصة منها. وقد قام عدد قليل من المراجعات الحديثة أيضًا بدراسة نتائج الدراسات الرصدية غير العشوائية. تنشر المراجعات المنهجية في مكتبة كوكرين. أجرت دراسة أجريت عام 2011 للكشف عن تضارب المصالح المحتمل [COI] في الدراسات البحثية الأساسية المستخدمة في التحليل التلوي الطبي 29 تحليلًا تلويريًا ووجدت أن COIs في الدراسات التي تقوم عليها التحليلات النادرة نادراً ما يتم الكشف عنها. واستعرض التحليل رقم 29 التلوي مجموع من 509 تجارب عشوائية محكومة (المضبوطة). ومن بين هؤلاء، أبلغ 318 من المضبوطة عن مصادر تمويل بتمويل من الصناعة (69٪). وأفاد 132 من 509 تجارب معشاة ذات شواهد عن إفصاح COI للمؤلف، ومع 91 دراسة (69٪) تكشف عن العلاقات المالية الصناعية مع مؤلف واحد أو أكثر. ومع ذلك، نادراً ما تنعكس المعلومات في التحليل التلوي. حيث انه أبلغ اثنان فقط (7٪) عن مصادر تمويل المضبوطة، ولم يبلغ عن أي علاقة بين مؤلفي RCT. استنتج المؤلفون أنه «بدون إقرار من COI بسبب تمويل الصناعة أو الروابط المالية للمؤلف من المضبوطة المضبوطة المدرجة في التحليل التلوي، قد يكون فهم القراء وتقييم الأدلة من تحليل التلوي للخطر.» 
في عام 2003، درس الباحثون العلاقة بين المواقف المنشورة للمؤلفين حول السلامة والفعالية في المساعدة في إنقاص الوزن في أولسترا، كبديل للدهون تم تصنيعه بواسطة Procter & Gamble (P&G)، وعلاقاتهم المالية مع صناعة الأغذية والمشروبات. وقد وجدوا أن المؤلفين الداعمين كانوا أكثر احتمالًا من المؤلفين الناقدين أو المحايدين في أن يكون لديهم علاقات مالية مع بروكتر آند جامبل وأن جميع المؤلفين الذين كشفوا عن انتمائهم لشركة بروكتر آند جامبل كانوا داعمين. استنتج مؤلفو الدراسة: «نظرًا لأن آراء المؤلفين المنشورة كانت مرتبطة بعلاقاتهم المالية، فقد يكون الحصول على تمويل غير تجاري أكثر أهمية للحفاظ على الموضوعية من الكشف عن المصالح المالية الشخصية».
في دراسة أجريت عام 2005 في مجلة Nature  استطلعت 3247 باحثًا أمريكيًا تم تمويلهم جميعًا من قِبل المعاهد الوطنية للصحة. من بين العلماء الذين تم استجوابهم، اعترف 15.5٪ بتغيير التصميم أو المنهجية أو نتائج دراساتهم بسبب ضغوط مصدر تمويل خارجي.
تم إنشاء نموذج نظري تتضمن عمليات المحاكاة الخاصة به أن مراجعة النظراء وتمويل الأبحاث المفرط التنافسية يعزز الرأي السائد إلى الاحتكار.

## كفاءة التمويل
تفوض معظم وكالات التمويل الاستخدام الفعال لأموالها، أي أنها ترغب في تعظيم نتائج أموالها المنفقة. يمكن قياس النتيجة من خلال إخراج المنشور وتأثير الاقتباس وعدد البراءات وعدد الدكتوراه الممنوحة إلخ. سؤال آخر هو كيفية تخصيص الأموال لمختلف التخصصات أو المؤسسات أو الباحثين. وجدت دراسة حديثة أجراها واين والش أن «المؤسسات المرموقة لديها في المتوسط معدلات نجاح أعلى في طلبات المنح بنسبة 65 ٪ وأحجام أكبر للجوائز بنسبة 50 ٪، في حين أن المؤسسات الأقل شهرة أنتجت منشورات أكثر بنسبة 65 ٪ وكان لها تأثير استشهاد أعلى بنسبة 35 ٪ لكل دولار من التمويل .» 

## روابط خارجية
- أين تبحث عن التمويل | علوم | AAAS ، من وظائف العلوم، من مجلة العلوم.
- ResearchCrossroad بيانات التمويل المجمعة من NIH و NSF والمؤسسات الخاصة والاتحاد الأوروبي
- برنامج الإطار السابع (2007-2013) برنامج الاتحاد الأوروبي لتمويل وتشجيع البحوث على المستوى الأوروبي
- CORDIS - الموقع الرسمي لبرنامج الاتحاد الأوروبي لتمويل وتشجيع البحث يحتوي هذا الموقع على معلومات شاملة عن مشاريع البحوث الممولة بالفعل.
- مجالس الأبحاث في المملكة المتحدة بوابة مجالس الأبحاث في المملكة المتحدة.